# Luthrova hiša
Luthrova hiša nemško Lutherhaus je pisateljev hišni muzej v mestu Lutherstadt Wittenberg v Nemčiji. Stavba, ki je bila prvotno zgrajena leta 1504 kot del univerze v Wittenbergu, je bila dom Martina Luthra večino njegovega odraslega življenja in pomembna lokacija v zgodovini protestantske reformacije. Luther je živel tukaj, ko je napisal svojih 95 tez.
Augusteum je razširitev prvotne stavbe, ki je bila zgrajena po Luthrovi smrti za protestantsko semenišče in knjižnico, ki obstajata še danes. Od leta 1996 sta obe stavbi vpisani na Unescov seznam svetovne dediščine skupaj z drugimi kraji, povezanimi z Martinom Luthrom v Wittenbergu in Eislebnu, zaradi njunega verskega pomena in pričevanja o eni najvplivnejših osebnosti srednjeveške Evrope.

## Zgodovina
Ko je bila univerza odprta leta 1503, so menihi reda svetega Avguština dobili zemljišče, ki je prej pripadalo Heiligegeisthospital (bolnišnici Svetega Duha), ki je blizu Elsterskih vrat. Tam so začeli graditi samostan, znan kot Črni samostan zaradi barve meniških navad, ki naj bi bil rezidenca in akademija za avguštince, ki so študirali v Wittenbergu. Leta 1507 je po posvečenju v duhovnika Martina Luthra poslal Johann von Staupitz, da bi nadaljeval študij, in se nastanil v celici v jugozahodnem kotu novega samostana. Do leta 1512 je diplomiral kot doktor teologije in bil del teološke fakultete Univerze v Wittenbergu, kjer je imel uradni položaj doktorja biblije. Začel je razvijati in pridigati osnovna načela protestantske reformacije in med poučevanjem tukaj objavil svojih 95 tez.
Luther je živel z avguštinci v Črnem samostanu do leta 1521, ko se je bil zaradi političnih napetosti v zvezi s protestantsko reformacijo prisiljen skriti na gradu Wartburg. Ko se je kmečka vojna okrepila, so bili deli Wittenberške univerze, vključno s samostanom, opuščeni. Leta 1524, potem ko se je Luther vrnil v Wittenberg, je saška volilna hiša dala prazne rezidence Črnega samostana družini Luther, kjer je živel do svoje smrti leta 1546. Tu je imel Martin Luther s svojimi učenci od leta 1531 svoje vplivne Tischreden (Pogovor za mizo). Luther je ves čas tam poučeval in pisal, vključno s številnimi popravki svojega prevoda Svetega pisma. Prav tako je razširil in dodal Lutherhaus, predvsem zgradil Katharinenportal, izklesan vhod, ki je bil rojstnodnevno darilo njegovi ženi.
Po Luthrovi smrti v Eislebnu so Lutherhaus leta 1564 njegovi dediči prodali nazaj univerzi. V enem letu se je začela velika prenova, da bi Lutherhaus spremenili v internat. Dodali so impozantno zunanje spiralno stopnišče, refektorij je dobil nov obokan strop, veliko dvorano, ki je bila Luthrova predavalnica, pa so preuredili in posodobili. Lutherstube, dnevna soba Martina Luthra, je ostala takšna, kot je bila, čeprav so jo pogosto uporabljali za sprejemanje pomembnih gostov.
Leta 1760 je Wittenberg med sedemletno vojno napadla Avstrija in številne pomembne stavbe, zlasti Schloßkirche (mestna cerkev), so bile močno poškodovane. Čeprav je Lutherhaus preživela le z minimalno škodo, je bil to začetek obdobja propadanja. Med letoma 1761 in 1813 je bila v njej vojaška bolnišnica, zlasti zaradi napoleonskih vojn. Kasneje je bila dodeljena Kraljevemu semenišču, saj je bila Univerza Wittenberg razpuščena in postala del Univerze Halle-Wittenberg. Vendar pa krona ni mogla uporabljati stavbe, zato je postala brezplačna šola za revne in je še naprej propadala. Končno je grozljivo stanje stavbe postalo preveč, da bi ga prezrli, in Friedrich August Stüler je bil najet za obnovo in ponovno gradnjo Lutherhaus med letoma 1853 in 1856. Z izjemo nekaj manjših popravil in nekaj izkopavanj sta stavba in zemljišče v veliki meri ostala takšna, kot ju je zapustil Stüler.

## Augusteum
Augusteum je prizidek Lutherhausa, ki ga je leta 1564 naročil Avgust Saški kot knjižnico, čeprav so se dejanska dela začela šele leta 1579 pod vodstvom Hansa Irmischa. Stavba je bila večinoma pripravljena za uporabo leta 1598, ko so tja iz bližnjega gradu preselili univerzitetno knjižnico. Leta 1686 je bilo dodano anatomsko gledališče. Temu je leta 1736 sledil muzej, imenovan Anatomicum, ki je bil v bistvu zbirka pripravljenih vzorcev in anatomskih nenavadnosti, ki so bile večinoma darila kralja Avgusta III.
Augusteum je še naprej pridobival pomen za univerzo in mesto Wittenberg. Dodanih je bilo več literarnih zbirk, tako da je skupna zbirka do sredine 18. stoletja dosegla 16.000 knjig. Dodana je bila galerija volilnih knezov Saške, vključno z genealoškimi kartami za kralje Danske, Braunschweiga in Brandenburga. Od leta 1725 je bilo dodanih veliko več študentskih sob in pisarn.
Razpad Lutherhausa je prizadel tudi Augusteum, čeprav ne v enaki meri. Med sedemletno vojno je bil del vojaške bolnišnice, nekoč pa so ga uporabljali za gojenje koruze. Vendar pa so ga lahko uporabljali kot del Kraljevega semenišča, v nasprotju z Lutherhausom, in mu je bilo tako prihranjeno večino propadanja. V 19. stoletju je deloval kot semenišče, uporabljali pa so ga tudi za varovanje arhivov Schloßkirche, ki je bil< med sedemletno vojno skoraj uničen<. Še danes se uporablja kot luteransko semenišče.

## Muzej Lutherhaus danes
Po Stülerjevi obnovi je bila sprejeta odločitev, da se v Lutherhausu odpre muzej, ki prikazuje kroniko reformacije in Luthrovo življenje. Prve razstave so bile odprte za javnost leta 1883 in so bile večinoma omejene na drugo nadstropje, predvsem Lutherstube. Od leta 1911 se je muzej postopoma razširil po celotni stavbi. Ob 500. obletnici rojstva Martina Luthra in 100. obletnici ustanovitve muzeja so bile leta 1983 izvedene večje razširitve in prenove. Leta 2002 je bil dokončan nov vhodni prostor, ki ga je zasnovalo berlinsko arhitekturno podjetje Pitz and Hoh. Njegov zelo sodoben slog je bil po besedah arhitektov zasnovan tako, da omogoča, da »funkciji in zgodovini [vidno stojita] drug ob drugem« in je bil nagrajen z arhitekturno nagrado dežele Saška-Anhalt.
Lutherhaus je trenutno največji muzej na svetu, povezan z reformacijo. Vsebuje veliko izvirnih predmetov iz Luthrovega življenja, vključno z njegovo prižnico iz mestne cerkve, njegovo meniško obleko, več slik Lucasa Cranacha starejšega ter številne biblije, brošure in rokopise.